# Tami Whitlinger
Tami Whitlinger, auch Tami Whitlinger-Jones und Tami Jones, (* 13. November 1968) ist eine ehemalige US-amerikanische Tennisspielerin. Ihre Zwillingsschwester Teri Whitlinger war ebenfalls Tennisprofi.

## Karriere
1991 stand sie im Achtelfinale der French Open und erreichte damit ihren größten Erfolg in Grand-Slam-Turnieren. Außerdem konnte sie das Achtelfinale erreichen im Doppel der Wimbledon Championships 1991, im Doppel der US Open 1991 und im Mixed der US Open 1996.
Sie heiratete den Tennisspieler Kelly Jones.